# スピードウェイ・グランプリ
スピードウェイ・グランプリ（Speedway Grand Prix）は、オートバイによるモータースポーツ。 国際モーターサイクリズム連盟(FIM)が統括し、1995年に始まったスピードウェイの最高峰カテゴリーである。

## 歴史
1936年、最初の世界選手権がロンドンのウェンブリー・スタジアムで行われた。1961年からは持ち回り開催となり、1995年からは現在のシリーズとして開催されるようになった。

## 出場資格
2015年現在、前年のスピードウェイグランプリ総合上位8名と推薦選手4名、そして予選総合上位3名とワイルドカード1名の合計16名で世界一を争う。

## 大会フォーマット
まず16名のうち4名ずつ出場する予選ヒートを20回行う。ポイント上位8名が準決勝へ、準決勝上位2名が決勝へ、決勝で優勝者を決める。年間11戦で総合優勝を争う。各レースの順位ポイントは次のとおり。
1. 3点
2. 2点
3. 1点
4. 0点（棄権・失格も）

## 開催スタジアム
- フレンズ・アレーナ
- パルケン・スタディオン
- ミレニアム・スタジアム
- モトアリーナ・トルン
- ワルシャワ国立競技場

など